# Mount Warrnambool
Mount Warrnambool är ett berg i Australien. Det ligger i regionen Moyne och delstaten Victoria, omkring 200 kilometer väster om delstatshuvudstaden Melbourne. Toppen på Mount Warrnambool är 216 meter över havet, eller 117 meter över den omgivande terrängen. Bredden vid basen är 6,2 km.
Mount Warrnambool är den högsta punkten i trakten. Runt Mount Warrnambool är det mycket glesbefolkat, med 7 invånare per kvadratkilometer.. Närmaste större samhälle är Allansford, omkring 16 kilometer sydväst om Mount Warrnambool.
Trakten runt Mount Warrnambool består till största delen av jordbruksmark. Genomsnittlig årsnederbörd är 919 millimeter. Den regnigaste månaden är juni, med i genomsnitt 122 mm nederbörd, och den torraste är februari, med 24 mm nederbörd.